# Phil Ramone
Phil Ramone (5. ledna 1934 Jihoafrická republika – 30. března 2013 Manhattan, New York, USA) byl americký hudební producent, zvukový technik a hudební skladatel. Spolupracoval s mnoha hudebníky, mezi které patřili Paul Simon, Bob Dylan, Paul McCartney, Frank Sinatra, Billy Joel, Ray Charles a další.
Na housle se začal učit ve třech letech. Byl průkopníkem digitálních technologií a inicioval vydání prvního komerčního CD (šlo o album 52nd Street).
Koncem února 2013 byl hospitalizován a o měsíc později zemřel ve věku 79 let.
Třiatřicetkrát byl nominován na cenu Grammy, z čehož čtrnáct nominací proměnil ve výhru.